# تواصل (برنامج تلفزيوني)
{{معلومات تلفاز
| اسم        = تواصَل
| صورة              = 
| التعليق             = 
| أيضاً معروف باسم     = 
| النوع الفني               = 
| صيغة                = 
| صناعة               = 
| تطوير               = 
| كاتب               = 
| مخرج               = 
| المخرج الإبداعي       = 
| تقديم           = [[محمد [1]فهد الثويني|محمد الثويني]]
| بطولة               = 
| حكام                =
| المدربين              = 
| المدربات             = 
| أصوات               = 
| مؤلف               = 
| مؤلف الموسيقى = 
| الموسيقى الافتتاحية   = 
| الموسيقى الختامية     = 
| الشعار              = 
| التأليف الموسيقي     = 
| بلد الأصل            =  الكويت 
| جنسيات المشتركين       = 
| بلد البث            =  الكويت
| اللغة الأصلية               = العربية
| عدد المواسم          = 1
| عدد الحلقات          = 
| قائمة الحلقات        = 
| منتج منفذ         = 
| منتج               =  قناة الرسالة
| المنتج المراقب        = 
| المنتج المساعد        = 
| المنتج الاستشاري      = 
| المنتج المشارك        = 
| محرر القصة           = 
| المحرر                = 
| الإخراج السينمائي    = 
| الكاميرا             = 
| مدة العرض           = 
| شركة الإنتاج         =
| الموزع               = 
| قناة              = قناة الرسالة
| صيغة الصورة         = 
| صيغة الصوت          = 
| عرض لأول مرة في       = 
| أول عرض        = 20 يوليو 2012 
| آخر عرض        =
| الحالة               = 
| سبقه                = 
| تبعه                = 
| متعلق بـ            = 
| الموقع الرسمي         = 
| الموقع الرسمي للإنتاج  = 
| imdb     = 
| تي في.كوم   = 
}}
تواصَل هو برنامج تلفزيوني يقدمه الداعية الإسلامي والتربوي الكويتي محمد الثويني ويٌبث حاليا في قناة الرسالة.

## مواضيع الحلقات
- الحلقة 1:
- الحلقة 2:
- الحلقة 3:
- الحلقة 4:
- الحلقة 5:
- الحلقة 6:
- الحلقة 7:
- الحلقة 8:
- الحلقة 9:
- الحلقة 10:
- الحلقة 11:
- الحلقة 12:
- الحلقة 13:
- الحلقة 14:
- الحلقة 15:
- الحلقة 16:
- الحلقة 17:
- الحلقة 18:
- الحلقة 19:
- الحلقة 20:
- الحلقة 21:
- الحلقة 22:
- الحلقة 23:
- الحلقة 24:
- الحلقة 25:
- الحلقة 26:
- الحلقة 27:
- الحلقة 28:
- الحلقة 29:
- الحلقة 30:

## وقت العرض
يٌبث يوميا طيلة رمضان 1433هـ - 2012م في ويعاد في و بتوقيت مكة المكرمة.